# Xylocopa nigrocaudata
Xylocopa nigrocaudata är en biart som beskrevs av Pérez 1901. Xylocopa nigrocaudata ingår i släktet snickarbin, och familjen långtungebin. Inga underarter finns listade i Catalogue of Life.